# و باز هم سفر
و باز هم سفر رمانی فارسی از ناصر یوسفی، نویسندهٔ ایرانی در حوزهٔ ادبیات کودک و نوجوان، است که اواخر سال ۱۳۹۵ از سوی نشر افق منتشر شد و تا سال ۱۳۹۹ به چاپ ششم رسید. این رمان حدود چهارصد صفحه دارد و از کتاب‌های برگزیدهٔ انجمن فرهنگی ناشران کتاب کودک و نامزد نهاییِ جایزهٔ هدهد سفید است.
این رمان روایتی از سه نوجوان است که بر پایهٔ رسمِ کهنِ شهرشان، هر یک به سفری طولانی می‌روند و در مسیرشان با رویدادهای گوناگونی روبرو می‌شوند. یکی از آنها وارد شهری می‌شود که در آن شهروندان مطیع و قوانین کنترل‌گر، مانعِ هر گونه آزادی عمل و اندیشه هستند؛ دیگری با کولی‌ها همراه می‌شود و درمی‌یابد که زندگی می‌تواند راه‌ورسم‌های گوناگونی داشته باشد؛ نوجوانِ سوم به باغی می‌رسد و برخی رویدادها از جمله رفتار دلنشینِ پیرمردی که در باغ روزگار می‌گذراند، او را در اولین مقصد خود ماندگار می‌کند. از درون‌مایه‌های داستان می‌توان به زندگی در جامعه‌ای یکدست در برابر زندگی در جامعه‌ای متنوع و همچنین تأکید بر فرزانگی و تجربه‌اندوزی اشاره کرد.
رمان از سوی چند منتقد از جمله محبوبه نجف‌خانی، مترجم آثار کودک و نوجوان، و محمد قزلباش، منتقد ادبی، مورد نقد قرار گرفته است. جملات تفکربرانگیز و تأکید بر خودشناسی و توجه به محیط پیرامون از نقاط قوت این رمان هستند. از طرف دیگر، منتقدان به تعلیقِ کُند رمان، حاکم‌بودن نگاه قراردادی و ترویج عناصرِ فرهنگیِ خاص به‌عنوان نقاط ضعف رمان اشاره کرده‌اند.

## زمینه

### ادبیات کودک و نوجوان در ایران
شکوه حاجی نصرالله عضو شورای کتاب کودک معتقد است که ادبیات کودک و نوجوان در ایران پس از دههٔ ۱۳۶۰، به‌طور کلی از نگاه ایدئولوژیک فاصله گرفته و به سمت ادبیات لذت‌بخش مبتنی بر خلاقیت حرکت کرده است. به باور او در دههٔ ۱۳۷۰ چند نهاد از جمله مؤسسهٔ مادران امروز، مؤسسه پژوهشی تاریخ ادبیات کودکان، و انجمن نویسندگان کودک و نوجوان تأسیس شد که به ادبیات کودک و نوجوان می‌پرداختند. در این دوره، نگاه دوقطبی و سیاه‌وسفید در ادبیاتِ دهه‌های ۵۰ و ۶۰ به نگاهی خاکستری‌تر تبدیل شد. این نگاه در دهه‌های بعد نیز ادامه یافت و ارزیابی از سوی خوانندگان اهمیت دوچندان پیدا کرد. به باور شکوه حاجی نصرالله ادبیات کودک و نوجوان در دههٔ ۸۰ و ۹۰ با تأکید بر مکان بدون مرز، زمان فاقد تاریخ، و همزیستی فرهنگ‌ها در کنار هم، در پی پرداختن به مسائل معاصر مثل حقوق انسان‌ها، رابطهٔ انسان با محیط‌زیست و بحران هویت است. به این ترتیب او بر این باور است که برخلاف دهه‌های قبل که نویسندگان در پی ترویج ارزش‌هایی خاصِ هماهنگ با فضای انقلابی بودند، حرکت به سمت نگاه متنوع، طیف‌وار و رنگین‌کمانی و همدلی با مخاطب گسترش یافت.

### نویسنده
ناصر یوسفی (متولد ۱۳۴۶)، نویسندهٔ رمان و باز هم سفر، که کار نویسندگی برای کودکان را از اواسط دههٔ ۱۳۶۰ آغاز کرده، مشاور چند نهاد بین‌المللی از جمله یونیسف، کمیساریای عالی سازمان ملل در امور پناهندگان، یونسکو و شورای جهانی جمعیت بوده است. او همچنین مدیریت مؤسسه پژوهشی کودکان دنیا را بر عهده دارد.
یوسفی در آثارش به ادبیات کهن و افسانه‌ها توجه می‌کند و تلاش دارد بین کودک امروز و فرهنگ دیروز و افسانه‌ها ارتباط برقرار کند.
او در داستان‌هایش بر صلح، عشق، همدلی، هم‌زیستی و انسان‌دوستی تأکید دارد و تعادل و میانه‌روی را تشویق می‌کند.
او شخصیت‌هایی را برای آثارش انتخاب می‌کند که به‌نحوی از جامعه جدا می‌شوند و برای متفاوت‌بودن تلاش می‌کنند. شخصیت‌ها در داستان‌های یوسفی به‌طور یک‌جانبه خوب و در کل پاک و منزه از عیب و خطا هستند و فضای خوش‌بینی بر داستان‌ها حاکم است. شخصیت‌ها اطرافشان را می‌بینند، کشف می‌کنند و تغییر می‌کنند. آن‌ها دانای مطلق نیستند و رابطهٔ مرید و مرادی در روایت وجود ندارد. در آثار یوسفی، الگوی ثابت و اولیه برای شخصیت‌ها دیده نمی‌شود، بلکه آن‌ها به‌موازات شناخت بیشتر، تغییر می‌کنند و خودشان را با پیرامونشان تطبیق می‌دهند، بدون اینکه از محیط فرار کنند یا منزوی شوند. آن‌ها راه‌های خلق‌کردن را می‌دانند، مسائل را خوب می‌بینند و راه‌حل پیدا می‌کنند.
نوش‌آفرین انصاری، نگرش یوسفی به ادبیات را نگرش تعلیمی می‌داند و آثارش را مبتنی بر محبت، احترام و اعتمادبه‌نفس توصیف می‌کند.
زبان یوسفی با توجه به گوناگونیِ آثارش یک‌دست نیست و بافت معینی ندارد. زبان آثارش گاهی به زبان افسانه نزدیک می‌شود و گاهی از آن دور می‌شود.
یوسفی معتقد است «باید تنوع و تکثر جامعه انسانی را به بچه‌ها نشان داد تا آن‌ها بدانند که هیچ چیز مطلق نیست.»

## انتشار
این رمانِ ۳۹۲صفحه‌ای در اسفند ۱۳۹۵ در تیراژ دو هزار نسخه از سوی نشر افق در مجموعهٔ «رمان نوجوان» منتشر شد و در سال ۱۳۹۹ به چاپ ششم رسید.
یوسفی همزمان با انتشار این رمان، نگارشِ رمان دیگرش با عنوان طعم سیب زرد را به پایان برد.
طرح جلد کتاب از گرنت هفنر است. هفنر (متولد ۱۹۷۸) بیشتر عمر خود را ساکن ایست‌اِندلانگ آیلند در ایالت نیویورک آمریکا بوده است. تصاویر هفنر منعکس‌کننده و الهام‌گرفته از جاده‌های روستایی، مناظر مسطح و آب‌های پیرامونی هستند. از جمله ویژگی‌های اصلیِ طرح‌های او تیرهای برق و کابل‌های متصل به آنهاست که حس حرکت و عمق را در ترکیب‌بندی‌های متمایز و رنگارنگ او ایجاد می‌کند.

## ساختار و محتوا
و باز هم سفر روایت‌گرِ قصه‌ای سه‌گانه است که در آن هر شخصیت، سفری متفاوت را تجربه می‌کنند. کتاب فاقد فهرست است و در قالب فصل‌های کوتاه، به صورت موازی، داستانِ هر شخصیت را روایت می‌کند. به این ترتیب، می‌توان داستانِ سه شخصیت را هم به‌صورت جداگانه خواند و هم به صورت همزمان. یوسفی بر این باور است که در رمان و باز هم سفر، داستانِ هر سفر کمک می‌کند تا مخاطب بتواند موضوعِ سفر را در قالب داستان به گونه‌ای متفاوت تجربه کند.

## عناصر داستان

### پی‌رنگ
سه نوجوانِ چهارده‌ساله با نام‌های «سام»، «شوکا» و «پونه»، بنا به رسمی قدیمی، از شهر خود خارج می‌شوند تا به سفری طولانی بروند. مردم شهر فرزندانشان را به‌گونه‌ای تربیت می‌کنند تا برای این سفر بزرگ آماده باشند، زیرا معتقدند سفر می‌تواند به بلوغ و رشد بچه‌ها کمک کند و تجربه‌های بزرگ در اختیار آن‌ها بگذارد. هر فصل از رمان، به‌ترتیب بخشی کوتاه از سفرِ یکی از این سه نوجوان را به‌صورت موازی روایت می‌کند.
شوکا در آغاز سفر، در پیِ یک حادثه، به دره‌ای عمیق سقوط می‌کند و به‌شدت زخمی می‌شود. شوکا که حافظه‌اش مختل شده، به شهری عجیب به‌نام «مانا» می‌رسد که در آن، همهٔ خانه‌ها شبیه یکدیگر هستند و آدم‌ها ظاهر و رفتاری یکسان و ربات‌گونه دارند. مردمِ شهر از غریبه‌ها هراس دارند و سعی می‌کنند هیچ غریبه‌ای وارد شهر نشود. شوکا در بیمارستان بستری می‌شود و چند روز بعد، رئیس پلیس شهر او را به خانه‌اش می‌برد تا با خانواده‌اش زندگی کند. شوکا از رفتار غیرعادی مردم شگفت‌زده می‌شود، مردمی که از تغییر می‌ترسند و در برابر آن مقاومت می‌کنند. در این شهر، کسی نباید به دیگری کمک کند و هر فرد باید صرفاً وظایفی را که از قبل برای او معین شده انجام دهد. همچنین هیچ‌کس حق ندارد خواب ببیند یا رؤیاهایش را برای دیگری تعریف کند. شوکا با برخی افراد که نسبت به وضعیتِ شهر اعتراض دارند و به فعالیتِ پنهانی می‌پردازند، آشنا می‌شود. رفتارِ متفاوت و معترضانهٔ شوکا باعث می‌شود مقاماتِ شهر او را دستگیر و در اتاقی سفید حبس کنند. او در نهایت موفق می‌شود با کمک دوستانش از شهر فرار کند.

وقتی شوکا به هوش آمد خودش را در یک اتاق سفید دید. تمام دیوار سفید بود و بدون هیچ پنجره‌ای. لامپ‌ها، تخت، لباسش و هر چیزی که در آن اتاق بود، کاملاً سفید بود. سعی کرد بفهمد کجاست. با آن همه سفیدی نمی‌توانست به خوبی چیزی را تشخیص بدهد. هیچ صدایی را هم نمی‌شنید. هیچ! انگار در یک خلأ بود.

و باز هم سفر، ص۳۳۴
سام که از این سفر اجباری بیزار است، در مسیرش با نوجوانی به‌نام «سخاوت» از قبیلهٔ کولی‌ها برخورد می‌کند و با کاروانِ آن‌ها همراه می‌شود. سام طیِ مدتی که با کولی‌ها زندگی می‌کند با آداب و رسومشان آشنا می‌شود و تجربه‌های تلخ و شیرینِ گوناگونی به دست می‌آورد. او مدتی از کولی‌ها جدا می‌شود و پس از رویدادهای خطرناکی که برایش پیش می‌آید، دوباره نزد آن‌ها بازمی‌گردد، اما درمی‌یابد که سخاوت در حملهٔ مردم به کولی‌ها کشته شده است.
پونه در آغاز سفرش به باغی بزرگ می‌رسد که پیرمردی در آن زندگی می‌کند. آرامش پیرمرد و سکوت و زیبایی باغ باعث می‌شود پونه احساس خوبی داشته باشد و دلتنگی‌اش را مدتی فراموش کند. او ابتدا تصمیم دارد مدتی کوتاه در باغ بماند و بعد به سفرش ادامه دهد، اما رویدادهای مختلف باعث می‌شود اقامتش در باغ طولانی شود. پس از مدتی کوتاه، مرد جوانی که در جست‌وجوی پیرمرد و کسبِ آگاهی و دانایی است به باغ می‌آید. پونه تا پایان سفر در باغ می‌ماند و به فراگیریِ آموزه‌های فکری و درونی می‌پردازد.

### زاویهٔ دید و شخصیت‌ها
زاویه دید داستان به‌صورت بیرونی یا سوم‌شخص است و نویسنده، به‌عنوان دانای کلِ نامحدود، ماجرای شخصیت‌ها را روایت می‌کند. شخصیت‌های اصلی داستان، یک نوجوان پسر به‌نام «سام» و دو نوجوان دختر با نام‌های «شوکا» و «پونه» هستند که در ابتدای داستان سفر خود را آغاز می‌کنند. سام با نوجوانی کولی به‌نام «سخاوت» آشنا می‌شود که او را با راه و رسم زندگی کولی‌ها آشنا می‌کند و در انتهای داستان کشته می‌شود. «ننه‌بلوط» (مادر)، «پاداش» (دایی) و «چشمه» (خواهر)، اعضای خانوادهٔ «سخاوت» هستند. شوکا در شهر «مانا» با خانوادهٔ رئیس‌پلیس که یک دختر و یک پسر دارد زندگی می‌کند. او سپس با چند نفر دیگر از جمله معلم نقاشی مدرسه‌اش آشنا می‌شود که او را کمک می‌کنند تا از شهر خارج شود. در داستان پونه، دو شخصیت دیگر حضور دارند: پیرمرد که پونه او را بعد از مدتی «پدربزرگ» صدا می‌زند و دیگری مرد جوان که در نیمهٔ دومِ داستان مشخص می‌شود نامش «سرمد» است و در پایان با «چشمه» ازدواج می‌کند.

### درون‌مایه‌ها
سه درون‌مایهٔ اصلی در داستان وجود دارد. اولی، زندگی در جامعه‌ای یکسان و بدون تغییر است که نویسنده با طرحِ آن، بر تناقضات و پارادوکس‌های قراردادی اجتماعی تأکید می‌کند و تلاش دارد نوجوانان را با عارضه‌های چنین جامعه‌ای آشنا کند. در این بافت، نویسنده بر عدم آزادی در جامعه متمرکز می‌شود و به ساختارهای کنترل زندگی افراد در محیط‌های مختلف توجه می‌کند. درون‌مایهٔ دوم، زندگی در جامعه‌ای کاملاً رنگارنگ و متنوع و مبری از یکسانی است. با توصیفِ این جامعه، بر موضوعاتی مثل آزادی و تفاوت و تنوع در شیوه‌ها و رسوم زندگی تأکید می‌شود. درون‌مایهٔ سوم، فرزانگی و تجربه‌اندوزی است که در قالب زندگی با پیرمرد حکیم و فرزانه‌ای نمود می‌یابد که سمبلی از دانایی و تجربه محسوب می‌شود. رمان به واکاوی برخی لایه‌های پنهانِ شخصیت انسان می‌پردازد و به مقوله‌های خودجویی و گرفتار نفس شدن یا شناخت عمیق‌تر خود، زندگی و محیط پیرامون اشاره دارد که حاوی بن‌مایه‌های روان‌شناختی و فلسفی است.

## بازخورد

### جوایز
و باز هم سفر در سال ۱۳۹۶ از سوی انجمن فرهنگی ناشران کتاب کودک به‌عنوان کتاب برتر ادبیات کودکان معرفی شد
و همچنین از نامزدهای نهاییِ نخستین دورهٔ جایزهٔ «هدهد سفید» در سال ۱۳۹۸ بود.

### نقد

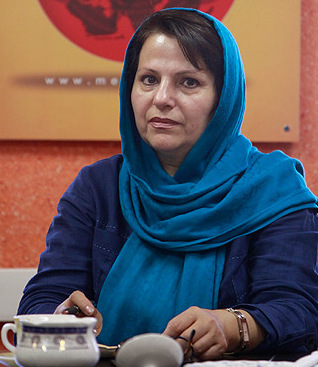
محبوبه نجف‌خانی، مترجم ادبیات کودک و نوجوان، می‌گوید جملاتِ تفکربرانگیرِ متعددی از زبانِ شخصیت‌ها یا راوی در رمان و باز هم سفر وجود دارد که می‌تواند ذهن خواننده را به چالش بکشد.

محبوبه نجف‌خانی، مترجمِ ادبیاتِ کودک و نوجوان، ضمنِ پیشنهادِ و باز هم سفر برای مطالعه، اعتقاد دارد جملاتِ تفکربرانگیرِ متعددی از زبانِ شخصیت‌ها یا راوی در رمان وجود دارد که می‌تواند ذهن خواننده را به چالش بکشد.
نجف‌خانی یکی از اشکالاتِ کتاب را شیوهٔ روایتِ داستان می‌داند، چون در دو فصلِ اول که شخصیت‌ها و روایت‌هایشان هنوز به‌خوبی در ذهن شکل نگرفته، خواننده اندکی گیج می‌شود و ناچار است برای دنبال کردن ماجرا، به صفحات قبلی نگاه کند، اما وقتی با فضاها و شخصیت‌ها آشناتر می‌شود، آسان‌تر می‌تواند روایت‌ها را دنبال کند. طولانی بودن و تعلیقِ کُندِ داستان هم نقطه‌ضعف دیگری است که می‌تواند باعث کسل‌شدن مخاطب شود.
محمد قزلباش، منتقد ادبی، طی مقاله‌ای در فصلنامه نقد کتاب کودک و نوجوان به نقدِ ساختاریِ رمان پرداخته و معتقد است نگاهِ ناصر یوسفی به رویدادهای داستان، قراردادی است، به این معنا که همهٔ پدیده‌ها با میل، اراده و ذهنیتِ نویسنده شکل گرفته و کارکرد حوادث و شخصیت‌های داستان لزوماً باید به‌غایت‌های معینی بینجامد که توجیه‌کنندهٔ طرح اساسی رمان باشد. به این ترتیب، به‌ازای هر رویداد و موقعیت در رمان، تلویحاً نوعی تأویل یا زمینهٔ تأویل‌پذیری وجود دارد که از همان آغاز آشکار است. خودِ رویدادها و شخصیت‌ها چندان جذاب نیستند و کار هیجان‌انگیز و عجیبی از آنها نمی‌بینیم، اما برای هر اتفاقی، یک ذهنیتِ آموزشی و تجربی مشروط وجود دارد که همهٔ ویژگی داستانی و رواییِ داستان به آن وابسته است و در مواردی که این داده‌ها و شروط، ابتکاری باشد، رمان جذاب و خواندنی می‌شود. همچنین نویسنده با ایجاد موقعیت‌هایی نامتعارف و پارادوکسیکال و روایتِ چاره‌اندیشیِ شخصیت‌ها برای رویارویی با این معضل‌ها، نوجوانان را به تفکر راجع به چنین مسائلی وادار می‌کند. در مواردی که نویسنده بر عدم آزادی در جامعه یا سیستم‌های کنترل زندگی افراد حتی در محیط‌های آموزشی (یعنی موقعیتِ شوکا) متمرکز است، جنبه‌های محتواییِ اثر نمودارتر است و نتیجه‌گیری مشخصی در پی دارد.

رمان در کل چندان گیرا و مهیّج نیست، روابط علت و معلولی حوادث، موقعیت‌ها و شخصیت‌ها ضعیف است، اما در مقاطعی خوانندهٔ اثر را به‌لحاظ داستانی‌ترشدن موضوع و حس‌ورزی‌های خاص تحت تأثیر قرار می‌دهد.

محمد قزلباش، منتقد ادبی
با توجه به شکل‌گیری پدیده‌ها بر مبنای اراده و ذهنیتِ نویسنده، قزلباش اعتقاد دارد که و باز هم سفر اثری تخیلی محسوب نمی‌شود، بلکه اثری قراردادی و برگرفته از تابع‌های ذهنی خودِ نویسنده است. هر سه سفر بلافاصله در اولین ایستگاه، وضعیتی ثابت پیدا می‌کنند و برخلاف سفرهای تجربیِ مبتنی بر خودشناسی که به چندین ایستگاه و مکان جغرافیایی وابسته‌اند، این سه سفر در یک ایستگاه خلاصه می‌شوند. این وضعیت باعث می‌شود شخصیت‌ها نتوانند چندان جلو بروند و اگر هم پیش بروند، به عقب برمی‌گردند. از سوی دیگر، رویدادهای مهمی در داستان وجود ندارد که حجمِ بالای آن را توجیه کند. همچنین رمان سرشار از «خوداظهاری، توصیف و برون‌فکنی» است که چندان ارزش داستانی ندارند.
قزلباش همچنین اشاره می‌کند که آنچه نویسنده به‌مثابهٔ تغییرات روحی و حالات توصیف می‌کند، بدیهیاتی هستند که فقط نقشِ حجمی دارند و رمان را «در سطح انشاهای دبیرستانی» پایین می‌آورند، چون فاقد تازگیِ موضوعی هستند و از حس‌ورزی اندیشمندانهٔ موضوعِ رمان می‌کاهند. او تعداد رویدادها را نسبت به حجم رمان اندک می‌داند و با اشاره به اینکه حوادث چندان تأثیرگذار نیستند، خاطرنشان می‌کند که تمرکز بر تغییر شرایط و موقعیت‌ها و تأکید بر عجیب نشان دادنِ داده‌های موضوعی رمان، حالتی افراطی دارد و این تغییراتِ نامتعارف و قراردادی، انتزاعی جلوه می‌کنند. چنین ویژگی‌هایی باعث می‌شود رمان دچار وضعیتی انتزاعی و غیررئالیستی شود و جنبه‌های انتزاعی رمان هم به‌شکل نامتعارف، غیرتخیلی و صرفاً قراردادی و شرطی باشد. قزلباش با اشاره به بخشی از داستان که به توصیفِ حبسِ شوکا در اتاقِ سفید می‌پردازد، معتقد است که یوسفی از شخصیت‌ها و حوادث داستانیِ کتابش، همچون نمونه‌هایی برای اثباتِ نظریه‌های بدیهی روان‌شناختی استفاده کرده است.
زهرا ماهری هم طی نقد کوتاهی در سایت وینش به این کتاب پرداخت. ماهری کتاب را «بسیار نمادین» می‌داند و از جمله عناصر نمادین به کولی‌ها، پیرمرد فکور، عرفان‌مسلکی و استفاده از موسیقی اشاره می‌کند که در دیگر داستان‌های یوسفی هم مشهود است. او معتقد است در رمان سعی شده نوجوانان را با تجربه‌های جدید آشنا کند و آنان را به‌سوی خودشناسی و چالش‌های پیش روی بزرگسالی بکشاند.

### حاشیه
سایت خبری جهان‌نیوز، در مقاله‌ای (بدون ذکر نامِ نویسندهٔ مقاله)، محتوای رمان را به باد انتقاد گرفت و آن را با سند ۲۰۳۰ مرتبط دانست. در این مقاله آمده است که تصویر روی جلد کتاب، یادآور پرچم رنگین‌کمان است. از نظر نویسندهٔ مقاله، نوع زندگی آنارشیستی کولی‌ها در رمان بسیار برجسته است و چنین وانمود شده که «این نوع زندگی، صادقانه‌ترین، بی‌پیرایه‌ترین و آزادانه‌ترین نوع زندگی برای بشر است.» همچنین تشکیلات زیرزمینی که معترضانِ شهر مانا با نقاب در جلساتش شرکت می‌کنند، یادآور تشکیلات فراماسونری و لوژهای آن مجموعه است که در داستان نقشی مثبت دارد و مروج مهربانی و کمک به همنوعان و در نهایت، رهایی‌بخش است. نویسندهٔ جهان‌نیوز دربارهٔ داستانِ پونه بر این باور است که نوع رابطهٔ شبانه‌روزیِ دختری چهارده‌ساله با یک پیرمرد و یک جوان در یک منزل، و همچنین تأکید بر حس لامسه برای آموزش و کسب تجربه سؤال‌برانگیز است و می‌تواند در جهت ترویج فرهنگ ازدواج سفید و اباحه‌گری عمل کند. رابطهٔ احساسی بین پیرمرد و پونه نیز تداعی‌کنندهٔ رُمان لولیتا از ولادیمیر ناباکوف است. به‌باور نویسندهٔ مقاله، در این رمان کمتر اثری از «خداوند خالق و تجلیّات آیات نورانی او و منشأ اثر دانستن قدرت لایزال الهی» به چشم می‌خورد. او همچنین از صدور مجوز برای کتاب توسط وزارت ارشاد، اعطای جایزه به آن و همچنین توصیه به مطالعهٔ آن در مدارس انتقاد می‌کند و رمان را کاملاً هدفمند و در جهت آشنایی نوجوانان با آموزه‌ها و مقاصد سند ۲۰۳۰ می‌داند.